# Eligmodontia puerulus
Eligmodontia puerulus је врста глодара из породице хрчкова (лат. Cricetidae).

## Распрострањење
Ареал врсте је ограничен на мањи број држава. Врста је присутна у Аргентини, Перуу, Боливији и Чилеу.

## Станиште
Врста је присутна на планинском венцу Анда у Јужној Америци, обично изнад 3.000 метара надморске висине.

## Угроженост
Ова врста је наведена као последња брига, јер има широко распрострањење и честа је врста.